# Joe Kowal
Joseph Douglas Kowal (Toronto, Ontario, 1956. február 3. – 2023. július 25.) kanadai profi jégkorongozó.

## Pályafutása
Komolyabb junior karrierjét az OMJHL-es Oshawa Generalsban kezdte 1974-ben. A következő szezon elején, 1975-ben 4 mérkőzés után átkerült a szintén OMJHL-es Hamilton Fincupsba. Ebben a szezonban, 1976-ban megnyerték a Memorial-kupát. Jó testi adottságainak és jó játékának köszönhetően a Buffalo Sabres az 1976-os NHL-amatőr drafton kiválasztotta a második kör 33. helyén. A WHA-s Indianapolis Racers szintén draftolta őt az 1976-os WHA-amatőr drafton a hatodik kör 64. helyén. 1976–1977-ben azonnal bemutatkozott a felnőttek között a legmagasabb ligában, az NHL-ben 16 mérkőzésen a Buffalo Sabresben, de csak 5 gólpasszt adott és így leküldték az AHL-es Hershey Bearsbe a szezon további részére. A következő évben még hat mérkőzést játszhatott az NHL-ben, de utána már soha többé nem került a ligába. Ezek után csak az AHL-ben játszott egészen 1981-ig. Megfordult a Springfield Indiansban, a Binghamton Dusters, a Rochester Americans és a Nova Scotia Voyageursban is.

## Díjai
- J. Ross Robertson-kupa: 1976
- Memorial-kupa: 1976